# 西佐 (施瓦茨堡亲王)

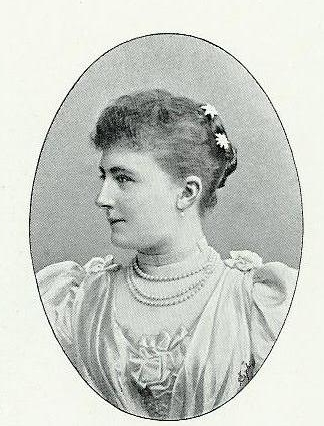
安哈尔特的亚历山德拉

金特·西佐（德語：Günther Sizzo，1860年6月3日—1926年3月24日），施瓦茨堡家族首領。是施瓦茨堡-魯多爾施塔特亲王腓特烈·金特与第二任妻子安哈尔特-德绍的雷纳女伯爵海伦的儿子。因为父母的婚姻屬於貴庶通婚，出生时没有继承权，被封为「洛伊滕贝格亲王」，未能继承父亲的爵位。1896年其遠房堂兄金特·維克多承认其继承权，封其为亲王世弟。金特·维克多去世后继承亲王称号。

## 家庭
1897年1月25日，亲王在德绍与安哈特的亞歷山德拉结婚，兩人有一子二女：
1. 瑪麗·安東妮（1898年—1984年），索爾姆斯-威爾登費爾斯伯爵夫人
2. 伊蓮公主（1899年—1939年）
3. 腓特烈·金特（1901年—1971年）